# Chréa
Ne doit pas être confondu avec Cheria.
Chréa (en arabe : الشريعة , en berbère : Criɛet, et en tifinagh : ⵛⵔⵉⵄⴻⵜ), est une commune de la wilaya de Blida en Algérie.

## Géographie

### Localisation
La commune de Chréa est située au sud de la wilaya de Blida, sur les hauteurs de la ville de Blida, à environ 18 km au sud-est de celle-ci, à environ 64 km au sud-ouest d'Alger et à environ 26 km au nord-est de Médéa.
| Blida   | Ouled Yaïch, Guerouaou, Soumaa | Bouinan         |
| Bouarfa | Chréa                          | Hammam Melouane |
| Bouarfa | El Hamdania (Wilaya de Médéa)  | Hammam Melouane |

### Relief et hydrologie
Le point plus haut du village est situé à  1 535 mètres d'altitude, à l'antenne de Chréa.

### Transports

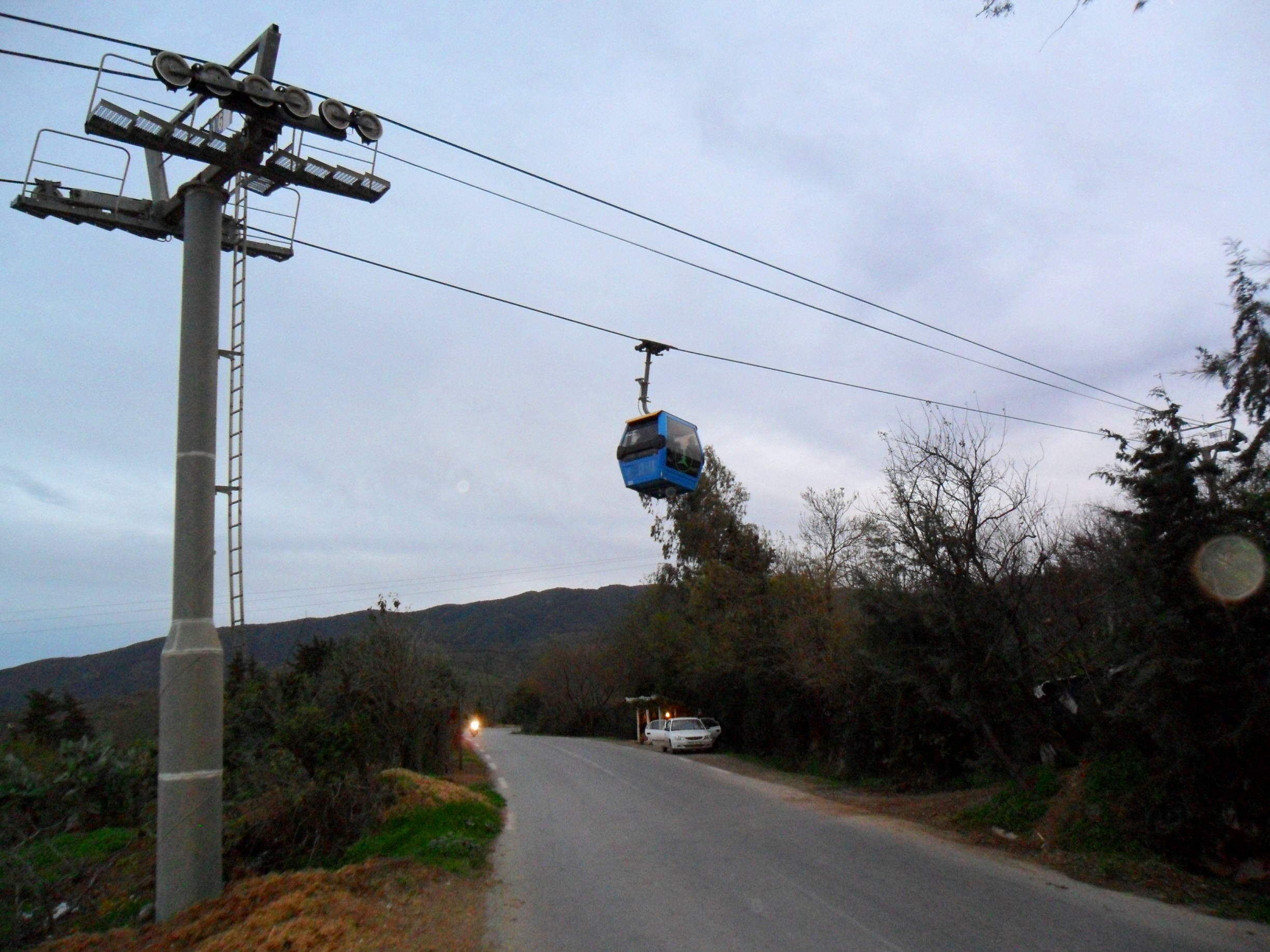
Télécabine de Chréa.

Chréa est accessible par la Route Nationale 37, qui grimpe le long de 19 km depuis Blida. 
Chréa possède l'une des télécabines les plus longues du monde, la télécabine de Chréa, qui relie la ville de Blida à Chréa, à 1486 mètres d'altitude, long de 7 km. La montée dure 45 minutes.

### Localités de la commune
Lors du découpage administratif de 1984, la commune de Chréa est constituée à partir des localités suivantes :
- Chréa
- Hakou Ferraoun
- Agueni Marmoucha
- Kheddaoua
- Beni Sbiha (II)
- Bouhartite
- Kerrache Beni Ali
- Oued Aberrar
- Bouhadjar
- Ghellaie
- Blithou
- Amehach
- Bouhandès
- Hannous

## Histoire

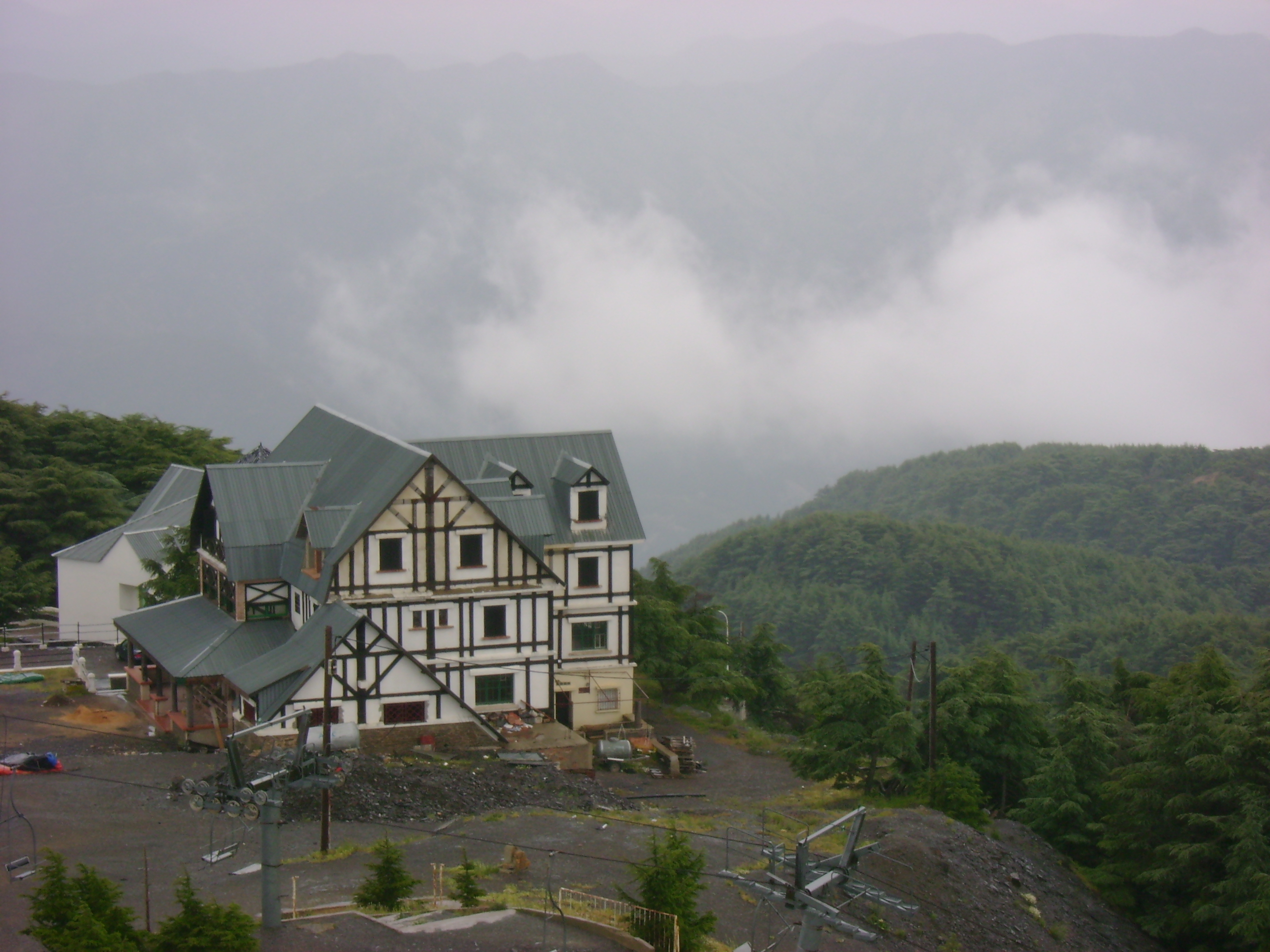
Un hôtel à Chréa.

Ancienne station climatique[précision nécessaire], elle fut certainement[évasif] la première station africaine de ski. Elle connut [Quand ?] un grand succès auprès du public grâce à André Cosso[Qui ?], assureur à Alger, et à son beau-frère, Paul Dupuy[Qui ?], qui achètent l'hôtel des Cèdres[précision nécessaire] en 1947 où l'Aga Khan et la Bégum avaient leurs habitudes[réf. nécessaire]. Cet hôtel a été construit à la fin des années 1920 par Gabriel Gelly.
En 1911, pour éviter des constructions sans plan d'ensemble et le déboisement, le Conseil municipal de Blida décide de créer une station estivale dans cette partie de l'Atlas Blidéen.
En 1913, la forêt est déclarée Parc National de Chréa, confirmé par arrêté gouvernemental du 3 septembre 1925.
En 1946, la ville de Blida demande à Tony Socard, conseiller à l'Urbanisme auprès du Gouvernement Général, d'établir un projet d'extension de Chréa, également inclut dans le plan d'urbanisme de l'ensemble de Blida en 1953.
La loi de réforme communale de 1956 fait de Chréa une nouvelle commune distincte de Blida, qui est amputée d'une partie des territoires des Sidi Fodhil, des Beni Salah, des Ghellaie, des Ferroukra et des Bena Messaoud.
La nouvelle commune avait ainsi une superficie d'environ 10 000 hectares et une population évaluée à 7 000 habitants, pour la plupart repartis en Douars.

## Station climatique et de sports d'hiver

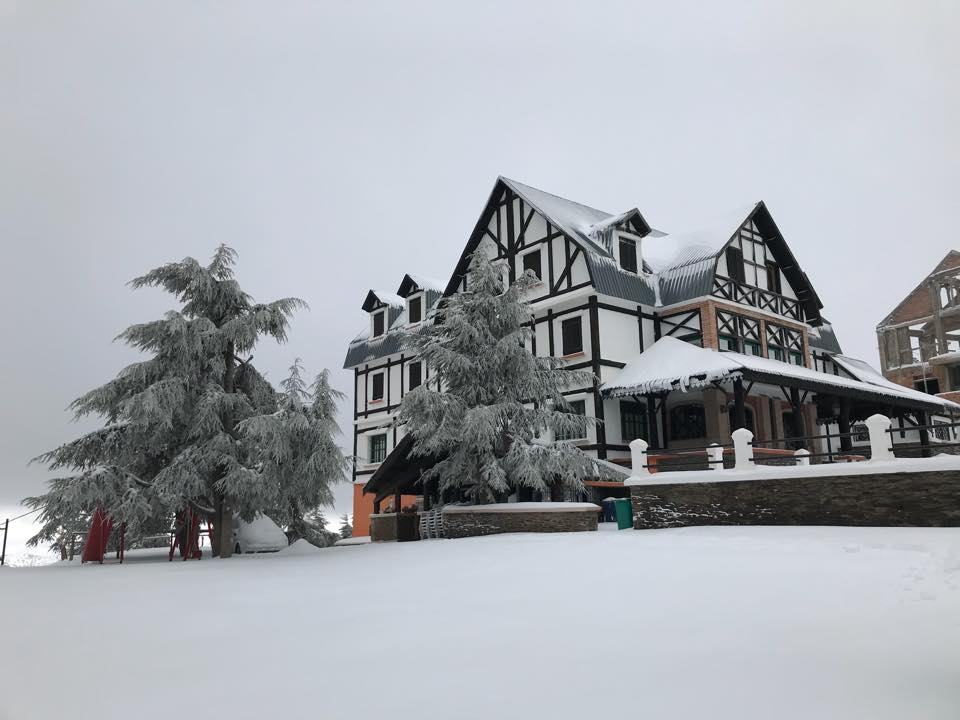
Hôtel-Restaurant La Rose des Neiges à Chréa

Selon la légende locale, c'est un "poilu" blidéen, Gabriel Gelly connu comme le "Père Gelly", qui ayant été gravement gazé durant la première guerre mondiale, aurait eu l'idée de planter sa tente traditionnelle (une guitoune) à Chréa, pour profiter de l'air pur. Il a construit le premier hôtel-restaurant, l'Hôtel des Cèdres, attirant les premiers sportifs.
Aujourd'hui, le domaine skiable, situé entre 1 460 m et 1 550 m d'altitude comprend 0,5 km de pistes et trois remontées mécaniques.

## Économie
En raison du développement des activités de montagne, des petits commerces se sont installés aux abords : des magasins fournissant du matériel sportif pour la vente ou pour la location.